# Betafence

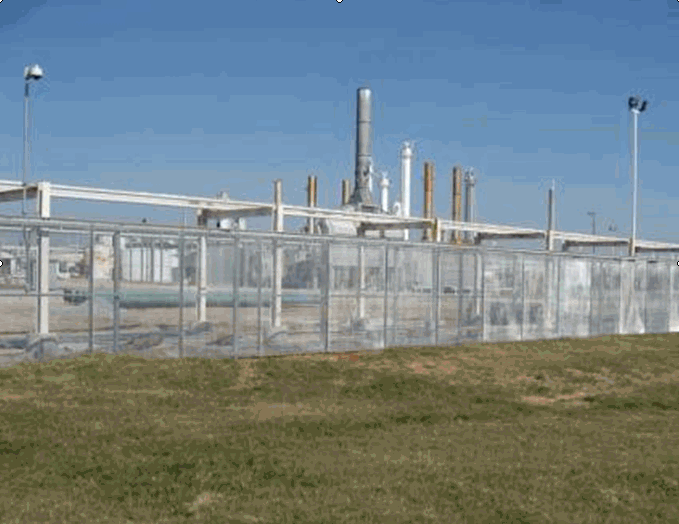
Hekwerk op de grens van de Verenigde Staten en Mexico, gebouwd door Betafence

Betafence is een Belgisch producent van omheiningen, toegangscontrole- en detectiesystemen met hoofdzetel in Gent.
De afrasteringsdivisie Bekaert Fencing was tot 2005 een onderdeel van het staalkoordbedrijf Bekaert, dat in 1880 werd opgericht door Leo Leander Bekaert in het West-Vlaamse Zwevegem. In 2005 verkocht Bekaert dit onderdeel aan het Nederlandse Gilde Buy Out Partners voor € 281,5 miljoen. Dat op zijn beurt 45% van de aandelen doorverkocht aan CVC Capital Partners.
Eind 2016 werd het hoofdkantoor Betafence Corporate Services van naam veranderd naar Praesidiad. Onder de groep Praesidiad vallen behalve Betafence ook de bedrijven Guardiar, Hesco en SecureUSA. In 2017 kwam Praesidiad in handen van de Amerikaanse private-equityreus Carlyle. Kort na deze overname verhuisde Praesidiad zijn hoofdzetel naar Londen.
Het huidige Betafence telt 8 productievestigingen in 8 landen, 30 verkoopkantoren en levert producten in 100 landen. Betafence heeft 1.400 medewerkers in dienst. Het gediversifieerd aanbod van omheiningen wordt zowel in de residentiële sector, bij organisatoren van evenementen als op industriële sites geplaatst. Zo vond Betafence zijn weg onder meer naar grote (sport)evenementen, bedrijven, grensbewaking, militaire sites en landbouweigendommen.

## Vestigingen
Betafence heeft productie-vestigingen in België (Zwevegem), het Verenigd Koninkrijk (Sheffield), Duitsland (Schwalmtal), Italië (Tortoreto), Polen (Kotlarnia), Zuid-Afrika (Paarl), Turkije (Istanboel) en de Verenigde Staten (Ennis (Texas)).